# Истребители (фильм)
«Истреби́тели» — советский художественный фильм, поставленный режиссёром Эдуардом Пенцлиным в 1939 году.

## Сюжет
Сергей, Николай и Варя вместе учились в школе. Парни издавна соперничали между собой. После школы они поступили в разные лётные училища, но после окончания оказались в одной воинской части. Их командир, майор Тучков, намеренно даёт им совместные задания, в том числе по испытанию нового прибора. Во время одного из полётов Сергей предупреждает поезд о преграде на пути, тем самым предотвращая крушение.
Варя становится архитектором. Сергей и Николай встречаются с ней, но Варя выбирает Сергея. Во время городского праздника Сергей спасает мальчика, который запускал ракеты, но в результате теряет зрение. Он хочет порвать отношения с Варей, прогоняет её и лжёт ей про то, что женат.
В город на отдых приезжает профессор-окулист. Его просят помочь Сергею. Николай помогает им добраться до госпиталя в сложной метеорологической обстановке. Сергею делают операцию и возвращают зрение. Варя снова приходит к нему.

## В ролях
| Актёр              | Роль                        |
| ------------------ | --------------------------- |
| Марк Бернес        | лейтенант Сергей Кожухаров  |
| Евгения Голынчик   | Варя                        |
| Василий Дашенко    | лейтенант Николай Мельников |
| Борис Андреев      | старший лейтенант Птенчик   |
| Пётр Алейников     | лейтенант                   |
| Евгений Агеев      | майор Тучков                |
| Алексей Загорский  | профессор                   |
| Е. Музиль          | бабушка Вари                |
| В. Журавлёва       | Таня, сестра Кожухарова     |
| Владимир Уральский | отец Кожухарова             |
| Е. Лилина          | мать Кожухарова             |
| Фёдор Селезнёв     | Техник-лейтенант Яшин       |
| Е. Черни           | Техник-лейтенант Барсуков   |

## Съёмочная группа
- Автор сценария: Фёдор Кнорре
- Режиссёр: Эдуард Пенцлин
- 2-й режиссёр: В. Кучвальский
- Ассистенты режиссёра: С. Цыбульник и Г. Липшиц
- Оператор: Н. Топчий
- Художник: Н. Тряскин и М. Солоха
- Воздушные съёмки: А. Пищиков
- Звукорежиссёры: Нина Авраменко и Пётр Штро
- Композитор: Никита Богословский
- Автор текстов песен: Евгений Долматовский
- Директора картины: Н. Човгун и М. Левин

## Производство
По воспоминаниям поэта Евгения Долматовского, песня «Любимый город», впервые прозвучавшая этом фильме, была написана в последний момент, когда съёмки уже завершились. Однако Долматовский, Богословский и Бернес попросили снять песню за их собственный счёт, и в конечном итоге песня вошла в фильм и обрела популярность.

## Прокат
В 1940 году фильм стал лидером проката, собрав 27,1 млн зрителей.